# كريس دو بيرغ
كريس دي بيرغ (ولد كريستوفر جون ديفيسون 15 تشرين الأول / أكتوبر 1948) هو موسيقي وشاعر ويعيش حاليا في إيرلندا ويحمل الجنسية البريطانية. يكتب مجموعة متنوعة من المواد المختلطة مفيدا ، كريس دي burgh حقق نجاحا باهرا في أيرلندا وبريطانيا والولايات المتحدة مع عام 1986 بلغ «سيدة في الأحمر».

## وصلات خارجية
- كريس دو بيرغ على موقع IMDb (الإنجليزية)
- كريس دو بيرغ على موقع ميوزك برينز (الإنجليزية)
- كريس دو بيرغ على موقع إن إن دي بي (الإنجليزية)
- كريس دو بيرغ على موقع أول ميوزيك (الإنجليزية)
- كريس دو بيرغ على موقع ديسكوغز (الإنجليزية)
- كريس دو بيرغ على موقع قاعدة بيانات الفيلم (الإنجليزية)

- CdeB.com, official Web site
- CdeB.net, official record store and merchandise site
- Chrisdeburgh.net, Multi-Language Chris de Burgh Website
- , Chris de Burgh blog
- BBC News - Faces of the Week, spotlights Chris de Burgh's purported healing ability and background
- Intergovernmental Institution for the use of Micro-algae Spirulina Against Malnutrition (IIMSAM)
- The Dermot Morgan Foundation, supported by Chris de Burgh ]